# Bitwa o Long Định
Bitwa o Long Định – bitwa między bojownikami Vietcongu a wojskiem Republiki Wietnamu w miejscowości Long Định. Starcie miało miejsce 26 lutego 1964.

## Podłoże
Amerykański oddział helikopterów patrolował prowincję Tiền Giang, gdy zauważył gromadzących się bojowników Vietcongu w pobliżu miejscowości Long Định. Generał Nguyễn Khánh długo nie czekał i natychmiast rzucił tam swoje oddziały piechoty ze wsparciem transporterów M113.

## Bitwa
26 lutego 1964 trzy tysiące żołnierzy armii Wietnamu Południowego otoczyło 514 batalion WK. Podczas 8-godzinnej bitwy sztab południowowietnamski nie ryzykował natarciem i postanowił ostrzeliwać pozycje WK z dział dalekiego zasięgu oraz z powietrza. W rezultacie bojownicy WK prześlizgnęli się z okrążenia przy stracie 30 ludzi.

## Następstwa
W wyniku małej skuteczności operacji generał Nguyễn Khánh zwolnił aż pięciu dowódców, którzy brali udział w bitwie.